# اتحادیه ملی (جمهوری متحد عربی)
اتحادیه ملی جمهوری متحد عربی (عربی: الاتحاد القومی الجمهوریة العربیة المتحدة‎) تنها حزب مجاز در جمهوری متحد عربی بود، اتحاد سیاسی بین مصر و سوریه که از سال ۱۹۵۷ تا ۱۹۶۲ وجود داشت.

## تاریخچه

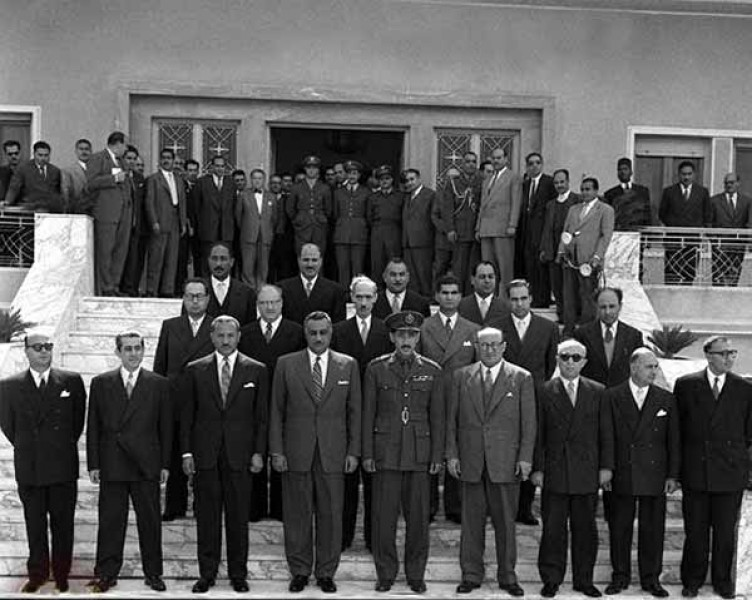
رئیس‌جمهور ناصر به همراه اعضای برجسته احزاب اتحاد ملی و بعث

اتحادیه ملی با فرمان ریاست جمهوری در مصر در مه ۱۹۵۷ توسط رئیس‌جمهور جمال عبدالناصر به عنوان جانشین تجمع آزادی‌بخش تأسیس شد و وظایف دائمی آن از نوامبر ۱۹۵۷، کمی قبل از تأسیس جمهوری متحد عربی، آغاز شد. پس از تشکیل جمهوری متحد عربی در سال ۱۹۵۸، اتحاد ملی به تنها جنبش سیاسی قانونی در سوریه تبدیل شد. در کشور دوم، اتحادیه ملی توسط بعثی‌های سابق و ضد کمونیست‌ها کنترل می‌شد.
هدف اصلی اتحاد ملی بسیج مردم برای حمایت از سیاست‌های ناصر بود که شامل پان‌عربیسم، اصلاحات و ایجاد یک دولت رفاه می‌شد. با این حال، اتحاد ملی به یک جنبش توده‌ای واقعی تبدیل نشد، قطعاً در سوریه چنین نشد. کشور اخیر در سپتامبر ۱۹۶۱ از جمهوری متحد عربی خارج شد. در سال ۱۹۶۲، ناصر اتحادیه ملی را با اتحادیه سوسیالیست‌های عرب جایگزین کرد.